# 아거니 앤 엑스터시
아거니 앤 엑스터시(The Agony And The Ecstasy)는 미국에서 제작된 캐럴 리드 감독의 1965년 드라마 영화이다. 찰턴 헤스턴 등이 주연으로 출연하였고 캐럴 리드 등이 제작에 참여하였다.

## 출연

### 주연
- 찰턴 헤스턴
- 렉스 해리슨

### 조연
- 디안 칠렌토
- 해리 앤드루스
- 알베르토 루포
- 아돌포 첼리
- 베난티노 베난티니
- 존 스테이시
- 파우스토 토치
- 맥신 오들리
- 토마스 밀리안
- 푸리오 메니코니

## 제작진
- 미술: 존 드퀴어
- 세트: 다리오 시모니
- 의상: 비토리오 니노 노바레세